# Michail Matveevič Cheraskov
Michail Matveevič Cheraskov (Perejaslav, 5 novembre 1733 – Mosca, 9 ottobre 1807) è stato uno scrittore russo.

## Biografia

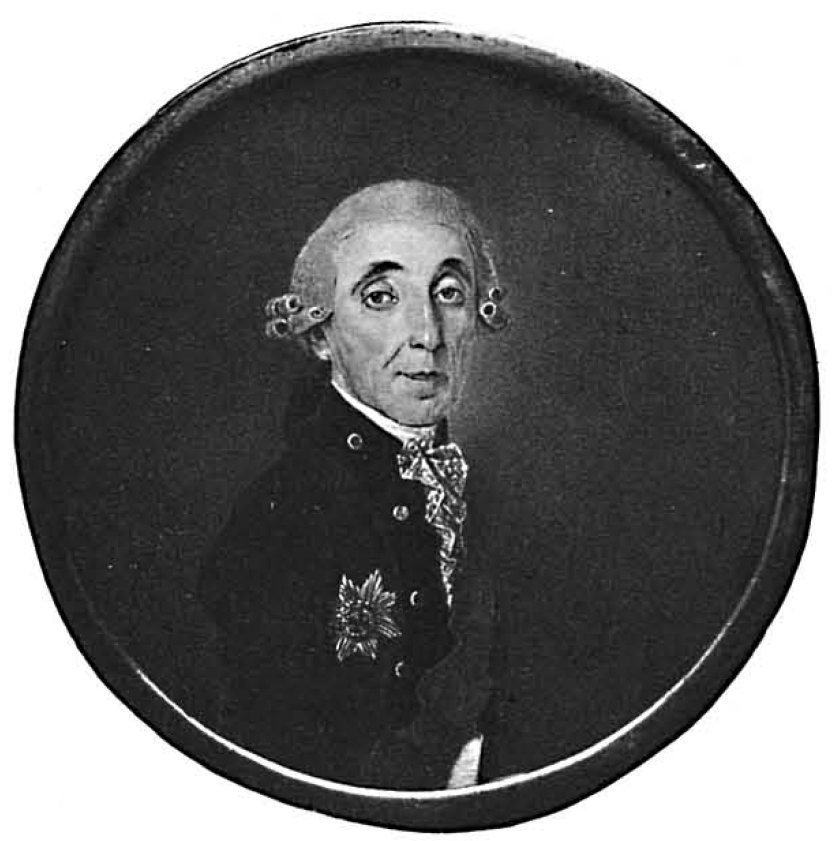
Cheraskov negli ultimi anni di vita

Cheraskov fu uno degli ultimi rappresentanti del classicismo russo del XVIII secolo.
Di origine nobile si impegnò come 'curatore' dell'Università statale di Mosca,, oltre che editore di riviste fu anche massone, affiliato nel 1773,  appartenne alla logia "Harpocrates" di San Pietroburgo. Nel 1776 fu Oratore della loggia "Osiride", della quale divenne membro onorario nel 1781. Al suo ritorno a Mosca, nel 1775, partecipò all'unificazione delle logge con Ivan Elagin.
Diventò popolare, non solo come scrittore, ma anche come organizzatore di circoli letterari dove ospitava le più importanti personalità letterarie contemporanee, come Fonvizin, Majkov, Bogdanovič.
Il suo classicismo si evidenziò sia nei poemi sia negli scritti drammatici, sia nelle poesie, nelle quali si notò già l'influenza del sentimentalismo inglese ricevuta tramite Sterne, come nei suoi schemi mentali si sentì l'influenza di Rousseau.
La sua opera più nota è La Rossiade (Rossiada, 1771-1779), basata sulla descrizione della conquista di Kazan' effettuata da Ivan il Terribile.
Il poema rispettò tutte le regole dello stile classico, come lo stesso autore scrisse in una prefazione teorica intitolata Sguardo ai poemi epici, nella quale presentava la sua cultura esaminando l'Iliade, l'Odissea, l'Eneide, la Gerusalemme liberata, il Paradiso perduto, la Enriade, e I Lusiadi.
Tra le altre sue opere si ricorda il poema I frutti delle scienze (Plody nauk, 1770), di tipo didattico, e nello stesso anno cominciò a scrivere una delle sue maggiori opere, intitolata La battaglia di Čermess (Čermesskij boj), e dopo qualche anno Vladimir (1785), riguardante il principe santo e la conversione del popolo russo al Cristianesimo, argomento sviluppato in base alle idee del misticismo massonico degli ultimi decenni del XVIII secolo.
Come drammaturgo Cheraskov fu un po' meno aderente al classicismo e prese spunto dalla storia russa. Nelle sue tragedie, quali Gli idolatri (Idolopoklonniki), Mosca liberata (Osvoboždënnaja Moskva), si dimostrò parzialmente influenzato dapprima dal padre del classicismo drammatico russo Sumarokov e in un secondo tempo da Lomonosov, ma nelle tragedie a soggetto, ed esotiche, come La monaca veneziana (Venecianskaja monachina, 1785), si avvicinò piuttosto a Shakespeare e a quello che in Occidente era il teatro borghese, che ebbe successivamente grande successo anche in Russia.
Tra le varie commedie si possono menzionare quelle che vennero definite comédies larmoyantes', come L'amico degli infelici' (Drug nesčastnych) e I perseguitati (Gonimye), questa ultima di soggetto spagnolo.
Molto vasta risultò la produzione poetica di Cheraskov, che la pubblicò anche sulle sue riviste.
Nel 1762 esordì con una raccolta di odi, di tipo anacreontico, due anni dopo diede alle stampe le sue favole, nel 1769 le sue odi o canti filosofici.
Le sue liriche si caratterizzarono per uno stile intermedio tra il classicismo e il sentimentalismo.

## Opere

### Poemi
- I frutti delle scienze (Plody nauk, 1770);
- La Rossiade (Rossiada, 1771-1779);
- La battaglia di Čermess (Čermesskij boj);
- Vladimir (1785);

### Drammi
- Gli idolatri (Idolopoklonniki);
- Mosca liberata (Osvoboždënnaja Moskva);
- La monaca veneziana (Venecianskaja monachina, 1785);

### Commedie
- L'amico degli infelici (Drug nesčastnych);
- I perseguitati (Gonimye).